# John Arthur Bennett
John Arthur Bennett (ur. 10 kwietnia 1935, zm. 13 kwietnia 1961) – szeregowy armii amerykańskiej, który został osądzony i skazany na śmierć za gwałt oraz próbę morderstwa 11-letniej dziewczynki (wyrok wykonano). Do dziś Bennett jest ostatnią osobą skazaną na śmierć przez sąd Armii Stanów Zjednoczonych.

## Życiorys
Bennett urodził się w stanie Wirginia w rodzinie afroamerykańskich pracowników rolnych. Mimo że cierpiał na epilepsję, został wcielony do wojska w wieku 18 lat. Dzień przed Bożym Narodzeniem pijany Bennett opuścił swoją bazę w poszukiwaniu domu publicznego, lecz jego uwagę przyciągnęła 11-letnia Austriaczka. Zgwałcił ją, a następnie próbował utopić w pobliskim strumieniu.
Za czyn ten Bennett został osądzony przez sąd wojskowy i skazany na śmierć. Prezydent Dwight D. Eisenhower nie skorzystał z prawa łaski i podpisał wyrok.
Cztery lata później, kilka dni przed planowaną egzekucją, ofiara gwałtu wraz z rodzicami napisała list do prezydenta Johna F. Kennedy’ego z prośbą o darowanie mu życia. Jednak Kennedy nie podjął żadnego działania i skazany został powieszony w Fort Leavenworth w stanie Kansas 13 kwietnia 1961 r.